# سیارک ۱۴۲۶۲
سیارک ۱۴۲۶۲ (به انگلیسی: 14262 Kratzer، نامگذاری:2000AC125) چهارده هزار و دویست و شصت و دومین سیارک کشف شده‌است که در ۵ ژانویه ۲۰۰۰ کشف شد.
قدر مطلق سیارک برابر ۱۸.۶ است.